# Tell Her About It
Singles de Billy Joel
Goodnight Saigon
(1983) Uptown Girl
(1983)
Tell Her About It est une chanson écrite, composée et interprétée par Billy Joel sortie en single le 28 juillet 1983, extraite de l'album An Innocent Man.
Dans les paroles, le chanteur conseille à un jeune homme de dire ce qu'il ressent à la femme qu'il aime avant de laisser passer sa chance. 

## Succès
La chanson se classe en tête du Billboard Hot 100 aux États-Unis où elle est certifiée disque d'or par le RIAA pour 500 000 exemplaires vendus.

## Classements hebdomadaires
| Classement (1983-1984)                     | Meilleure position |
| ------------------------------------------ | ------------------ |
| Afrique du Sud (Springbok Radio)           | 3                  |
| Australie (Kent Music Report)              | 9                  |
| Belgique (Flandre Ultratop 50 Singles)     | 19                 |
| Canada (RPM)                               | 5                  |
| États-Unis (Billboard Hot 100)             | 1                  |
| États-Unis (Hot Adult Contemporary Tracks) | 1                  |
| Irlande (IRMA)                             | 2                  |
| Nouvelle-Zélande (RMNZ)                    | 12                 |
| Pays-Bas (Single Top 100)                  | 39                 |
| Royaume-Uni (UK Singles Chart)             | 4                  |

## Certifications
| Pays              | Certification |
| ----------------- | ------------- |
| États-Unis (RIAA) | Or            |
| Royaume-Uni (BPI) | Argent        |